# Болгарська східно-православна єпархія у Західній та Середній Європі
Болгарська східно-православна єпархія у Західній та Середній Європі (болг. Българска източноправославна епархия в Западна и Средна Европа) — єпархія Православної церкви Болгарії, яка об'єднує парафії в Західній Європі з центром у Берліні й архієрейськими намісництвами в Берліні, Будапешті, Стокгольмі, Лондоні, Барселоні, Римі.

## Історія
22 грудня 1979 єпископ Главініцький Симеон (Костадінов) був призначений патріаршим вікарієм в Західній Європі з кафедрою в Будапешті. Вибір на угорську столицю як штаб-квартиру випав не лише тому, що там існувала стара болгарська церковна громада, а й через дешевше проживання й утримання приміщень в східноєвропейській країні.
17 квітня 1986 патріарше вікаріатство було перетворено в самостійну Західно і Середньоєвропейську єпархію, центром якої стає Берлін. Єпископ Симеон, зведений в сан митрополита, стає її правлячим єпископом.

## Єпископи
- Симеон (Костадінов) (17 квітня 1986 — 1 грудня 2009)
- Галактіон (Табаков) (24 червня — 27 жовтня 2005)
- Тихон (Іванов) (24 червня — 27 жовтня 2009)
- Галактіон (Табаков) (1 грудня 2009 — 8 червня 2010)
- Симеон (Костадинов) (8 червня 2010 — 11 червня 2013)
- Антоній (Міхалєв) (з 27 жовтня 2013)

## Архієрейські намісництва
- Архієрейське намісництво в Будапешті: Угорщина, Чехія, Хорватія, Словаччина
- Архієрейське намісництво в Берліні: Австрія, Німеччина, Швейцарія та Ліхтенштейн
- Архієрейське намісництво в Стокгольмі: Швеція, Норвегія, Данія та Фінляндія
- Архієрейське намісництво в Лондоні: Велика Британія, Бельгія, Нідерланди, Франція та Люксембург
- Архієрейське намісництво в Барселоні: Іспанія та Португалія
- Архієрейське намісництво в Римі: Італія, Сан-Марино, Мальта